# الجبال (حبيش)

تعديل مصدري - تعديل

الجبال محلة تابعة لقرية عكثب، التابعة لعزلة وادي المعقاب بمديرية حبيش إحدى مديريات محافظة إب في الجمهورية اليمنية، بلغ تعداد سكانها 57 حسب تعداد اليمن لعام 2004.